# Anthophora lydia
Anthophora lydia är en biart som beskrevs av Borek Tkalcu 1994. Anthophora lydia ingår i släktet pälsbin, och familjen långtungebin. Inga underarter finns listade i Catalogue of Life.